# Valgrisenche (comune)
Valgrisenche (pron. fr. AFI: [valɡʁizɑ̃ʃ]  - Vâgresèntse in dialetto valdostano, Valgrisenza durante il fascismo dal 1939 al 1946, Valgrisanche dal 1946 al 1976) è un comune italiano sparso di 191 abitanti della Valle d'Aosta, situato nell'omonima valle. Fa parte dell'Unité des Communes valdôtaines Grand-Paradis.

## Geografia fisica

### Territorio

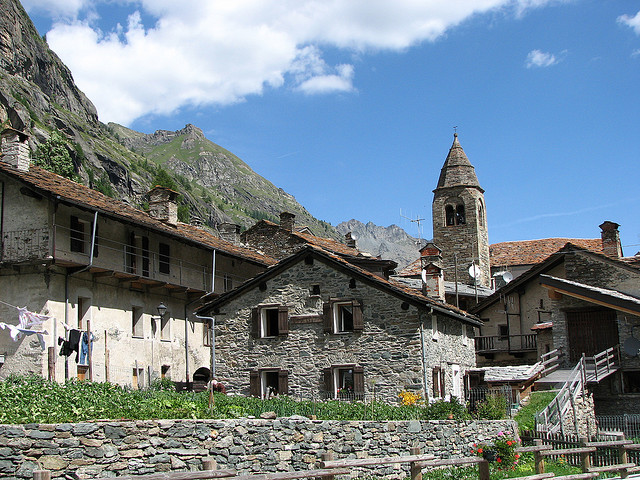
Vista del paese.

Valgrisenche si trova nella parte sud-occidentale della regione, nella omonima valle. Il capoluogo è situato ad un'altitudine di 1664 metri. Di notevole importanza è il Lago di Beauregard che si trova poco dopo il centro abitato e dal quale è anche visibile. Si tratta di un lago artificiale per la cui costruzione, alla metà del '900, furono evacuati in via definitiva cinque villaggi abitati tutto l'anno, le cui case sono successivamente sommerse dalle acque, e due frazioni più alte, che si troveranno ad affacciarsi sulle sponde del lago: Beauregard (da cui prenderà il nome la diga), Sevey, Suplun, Fornet, Chappuis, Usellières e Surier. Pur avendo una superficie di oltre 100 km² solo una piccola parte (il fondovalle) è utilizzabile a causa della presenza dei rilievi montuosi che occupano la gran parte del territorio comunale. Il comune è attraversato dalla Dora di Valgrisenche, tributario di destra della Dora Baltea. L'Aiguille de la Grande Sassière a 3751 metri è il punto più alto e si trova lungo sul confine tra Italia e Francia.
- Classificazione sismica: zona 4 (sismicità molto bassa)[7]

### Clima
Valgrisenche ha un clima tipicamente alpino. Gli inverni sono freddi e nevosi. La neve ricopre il suolo da metà novembre (o inizio dicembre, a seconda delle precipitazioni) fino a metà aprile. Le estati sono fresche e ventilate con precipitazioni solitamente temporalesche. Nella frazione di Menthieu ad una quota di 1850 metri è presente una stazione meteorologica gestita dal Centro funzionale regionale.

## Storia

### Simboli
Lo stemma e il gonfalone sono stati concessi con decreto del presidente della Giunta Regionale n. 602 del 10 ottobre 2001.
Stemma
Nello scudo sono riuniti il blasone dei baroni d'Avise, signori del luogo nel Medioevo e fino al Settecento (d'azzurro, al leone d'oro, linguato di rosso), e quello del vescovo di Aosta (d'azzurro, al pastorale d'oro), dai quali dipendeva direttamente la parrocchia del paese, fondata nel 1392. La banda d'argento presenta un motivo che ricorda l'ordito di un tessuto, ispirato alla tipica produzione artigianale locale di panni di lana grezza (i drap de Valgrisenche). Gli smalti rosso, nero e argento sono ripresi dallo stemma del Ducato di Aosta nel XVI secolo.
Gonfalone

## Monumenti e luoghi d'interesse
- la Fortezza Vieux quartier è ex fortino sabaudo del 1889 situato presso il capoluogo, di proprietà comunale e trasformato in struttura ricettiva (dortoir) grazie ai fondi Konver comunitari, recentemente è stato ristrutturato; nel 2004 ha ospitato gli alpinisti che partecipavano al Tour du Rutor.[10]
- la chiesa parrocchiale di San Grato, originariamente del 1390, venne consacrata nel 1417 e ricostruita nel 1875, anno in cui fu di nuovo consacrata da monsignor Joseph-Auguste Duc; all'interno si trova un museo di arte sacra e il pregevole organo costruito da Carlo Vegezzi Bossi. Il campanile risale alla costruzione originaria ed è del 1392[11] o al 1392 secondo altre fonti
- la Diga di Beauregard, costruita negli anni cinquanta e sessanta ha fortemente cambiato la vallata sia dal punto di vista antropologico che naturale: lo sbarramento ha dato vita al lago di Beauregard.[11] La costruzione portò all'abbandono di sette villaggi: Fornet, Sevey, Beauregard, Suplun, Chappuis, Surier e Usellières.[12]
- Di interesse economico e curiosità turistica è il magazzino delle fontine, prodotto tipico valdostano, gestito dalla Cooperativa Produttori Latte e Fontina.[11]
- dal centro del paese parte la Via ferrata Béthaz-Bovard, che con un dislivello di 800 m è la più lunga della Valle d'Aosta e arriva fino a 2605 m s.l.m. sulla Becca d'Aouillé[13][14]
- A monte del capoluogo si trova la Caserma difensiva di Valgrisenche, opera fortificata del XIX secolo[15] e varii resti di architettura militare[16][17]
- Gli ambienti d'alta quota della Valgrisenche sono stati proposti come sito di interesse comunitario (cod. pSIC: IT 1205010, 336 ha)
- Il bosco monumentale dell'Arolla, un bosco di protezione che conserva esemplari di larice plurisecolari[18]
- Gli edifici in legno del XIV secolo, in precarie condizioni di conservazione, a Prariond[19]

## Società

### Evoluzione demografica
Abitanti censiti

### Lingue e dialetti
Come nel resto della regione, anche in questo comune è diffuso il patois valdostano.
Il 51,27% della popolazione parla come lingua madre il patois valdostano, mentre la rimanente percentuale è costituita dai madrelingua italiana.

## Cultura

### Itisserandsdella Valgrisenche
Valgrisenche è conosciuta per la tradizione del Drap de Valgrisenche, un tessuto grezzo in lana di montone.

### Musei
- Museo parrocchiale
- Esposizione "I tessuti della Valgrisenche: lo drap"
- Mostra fotografica della diga di Beauregard

## Geografia antropica

### Frazioni

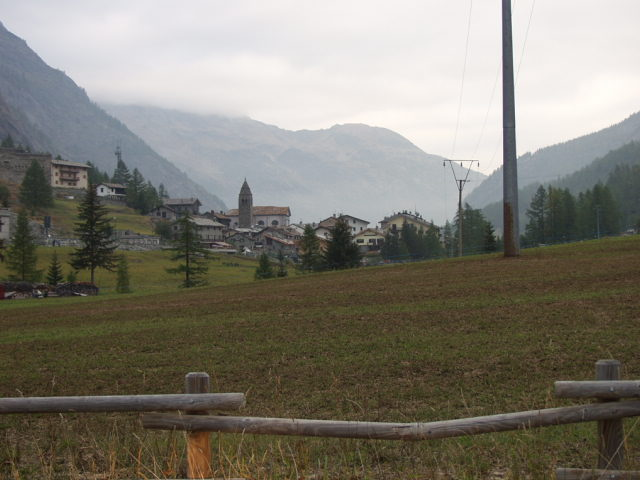
Il capoluogo

Bonne, Céré, Chez-Carral, Darbelley, Village de l'église (capoluogo), Gerbelle, La Béthaz, La Frassy, Menthieu, Mondanges, Prariond, Planté, Revers, Rocher, Surier, Usellières.

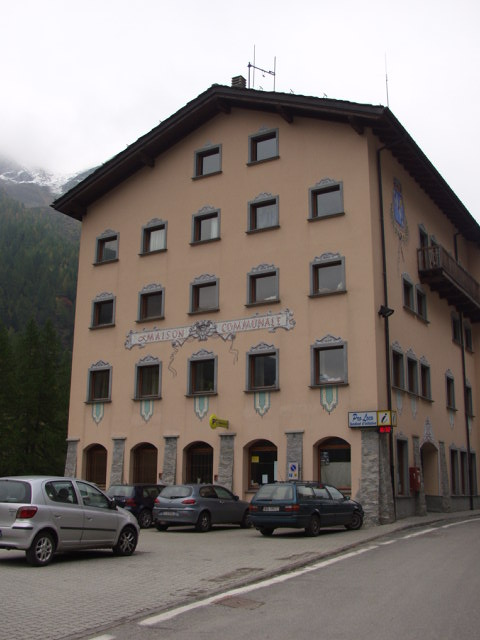
Il municipio (in francese, Maison communale)

## Economia

### Artigianato
Per quanto riguarda l'artigianato, importante è la lavorazione del Drap (pron. francese "drà"), che un tempo era costituito da un tessuto lanoso e veniva utilizzato per produrre coperte, e successivamente è stato usato anche per confezionare una maggiore varietà di oggetti, quali borse, tovaglie, ecc.

## Amministrazione
Di seguito è presentata una tabella relativa alle amministrazioni che si sono succedute in questo comune.
| Periodo           | Periodo           | Primo cittadino    | Partito          | Carica  | Note   |
| ----------------- | ----------------- | ------------------ | ---------------- | ------- | ------ |
| 17 giugno 1985    | 29 maggio 1990    | Camillo Boson      | Union Valdôtaine | Sindaco | [ 25 ] |
| 29 maggio 1990    | 27 gennaio 1993   | Camillo Boson      | Union Valdôtaine | Sindaco | [ 25 ] |
| 24 febbraio 1993  | 29 maggio 1995    | Elia Bois          | -                | Sindaco | [ 25 ] |
| 29 maggio 1995    | 8 maggio 2000     | Piergiorgio Barrel | Union Valdôtaine | Sindaco | [ 25 ] |
| 8 maggio 2000     | 9 maggio 2005     | Piergiorgio Barrel | lista civica     | Sindaco | [ 25 ] |
| 9 maggio 2005     | 24 maggio 2010    | Piergiorgio Barrel | lista civica     | Sindaco | [ 25 ] |
| 23 maggio 2010    | 11 maggio 2015    | Riccardo Moret     |                  | Sindaco | [ 25 ] |
| 1º giugno 2015    | 21 settembre 2020 | Riccardo Moret     |                  | Sindaco | [ 25 ] |
| 22 settembre 2020 | in carica         | Aline Viérin       | lista civica     | Sindaco | [ 25 ] |

## Sport

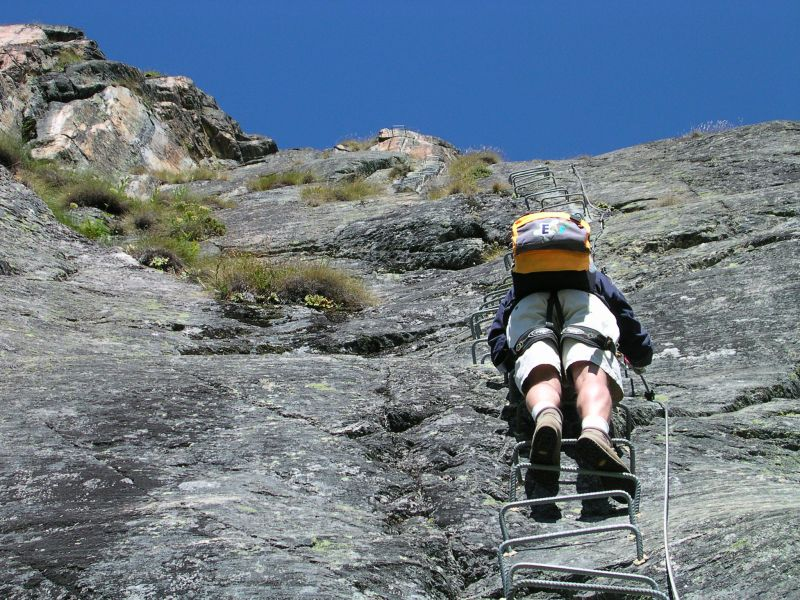
La Via ferrata Béthaz-Bovard

Nel territorio comunale è possibile praticare gli sport invernali come sci di fondo, scialpinismo e ciaspolate. Sono presenti impianti di risalita, seggiovia, snow park e piste da sci di fondo.
Si pratica inoltre l'alpinismo, la mountain bike, il bouldering, l'arrampicata sportiva il trekking; numerosi sentieri sono a disposizione degli escursionisti.
Suggestive la Via ferrata Béthaz-Bovard e la palestra di arrampicata sulla Diga di Beauregard.
Valgrisenche è tra i più importanti punti di riferimento italiani per l'heliski.
Nel 1998 si sono svolte qui le prove della Coppa del Mondo di arrampicata sportiva di velocità.